# Ribemont
Ribemont je naselje in občina v severnem francoskem departmaju Aisne regije Pikardije. Leta 1999 je naselje imelo 2.096 prebivalcev.

## Geografija
Kraj se nahaja v pokrajini Vermandois na levem bregu reke Oise, 38 km severozahodno od središča departmaja Laona. Skozenj vzporedno z reko teče vodni kanal Sambre-Oise.

## Administracija
Ribemont je sedež istoimenskega kantona, v katerega so poleg njegove vključene še občine Chevresis-Monceau, La Ferté-Chevresis, Mont-d'Origny, Neuvillette, Origny-Sainte-Benoite, Parpeville, Pleine-Selve, Regny, Renansart, Séry-lès-Mézières, Sissy, Surfontaine, Thenelles in Villers-le-Sec z 8.745 prebivalci.
Kanton je sestavni del okrožja Saint-Quentin.

## Zgodovina
Leta 880 je bil v Ribemontu podpisan sporazum med Ludvikom III. Francoskim, Ludvikom III. Mlajšim in Karlmanom o podelitvi Frankovskega ozemlja.
Leta 1178 je bil v Ribemontu podpisan drugi sporazum o nasledstvu med sinovi Lorenskega vojvode Mateja I. Lorenskega.